# Perranzabuloe
Perranzabuloe est une paroisse civile et un village des Cornouailles, en Angleterre.
La paroisse civile inclut les villages de Perranporth, Bolingey, Perrancoombe, Goonhavern, Mount et Callestick.